# Adrian Mierzejewski
Adrian Mierzejewski (phát âm tiếng Ba Lan: [ˈadrjan mjɛʐɛˈjɛfskʲi]; sinh ngày 6 tháng 11 năm 1986) là một cầu thủ bóng đá chuyên nghiệp người Ba Lan thi đấu ở vị trí tiền vệ cho câu lạc bộ Thượng Hải Lục Địa Thân Hoa của giải Ngoại hạng Trung Quốc. Anh còn là tuyển thủ quốc gia Ba Lan với lần đầu khoác áo tuyển từ năm 2010.

## Sự nghiệp cấp câu lạc bộ

### Đầu sự nghiệp
Sinh ra tại Olsztyn, Mierzejewski bắt đầu nghiệp chơi bóng tại câu lạc bộ địa phương Tempo 25 Olsztyn, sau đó chuyển đến Naki Olsztyn.
Ngày 31 tháng 5 năm 2003 tức năm 16 tuổi, anh có trận ra mắt II liga trong màu áo Stomil Olsztyn ở cuộc chạm trán với Świt Nowy Dwór Mazowiecki, anh vào sân từ ghế dự bị thay Marcin Kubsik ở phút thứ 79. Anh kết thúc mùa 2002–03 với 3 trận ra sân, tất cả đều từ ghế dự bị. Kết thúc mùa bóng, anh trở lại Naki Olsztyn.

### Wisła Płock
Năm 2004 Mierzejewski ký hợp đồng 5 năm với Wisła Płock kèm mức phí 15.000 złoty. Anh có trận ra mắt giải Ekstraklasa vào ngày 15 tháng 5 năm 2004 trong trận đối đầu Dyskobolia Grodzisk Wielkopolski, anh vào sân từ ghế dự bị thay Dariusz Romuzga ở phút thứ 86. Anh có trận đá chính đầu tiên vào ngày 8 tháng 6 năm 2004 trong trận hòa 1–1 với GKS Katowice. Mierzejewski chơi 45 phút và bị thay thế bởi Klaudiusz Ząbecki. Anh kết thúc mùa 2003–04 với ba lần ra sân.
Ngày 10 tháng 11 năm 2004 anh ghi bàn thắng đầu tiên cho Wisła trong chiến thắng 5–1 trước Kujawiak Włocławek tại Cúp quốc gia Ba Lan. Ngày 1 tháng 5 năm 2005 Mierzejewski ghi bàn đầu tiên tại Ekstraklasa trong trận đấu gặp Górnik Łęczna, kết quả là Wisła để thua 2–3. Mierzejewski kết thúc mùa 2004–05 với 18 trận ra sân và 4 bàn thắng trên tất cả các mặt trận.
Ngày 11 tháng 8 năm 2005 anh có trận ra mắt cúp châu Âu khi góp mặt tại vòng loại thứ hai của Cúp UEFA đối đầu với Grasshopper. Mierzejewski kết thúc mùa giải 2005–06 với 27 trận ra sân và 2 bàn thắng ở tất cả các đấu trường. Anh còn giành cúp quốc gia Ba Lan với Wisła. Tuy nhiên anh không có mặt trong trận chung kết.

## Thống kê sự nghiệp

### Cấp câu lạc bộ
Tính đến 31 tháng 12 năm 2020.
| Câu lạc bộ                         | Mùa                | Giải                       | Giải    | Giải      | Cúp     | Cúp       | Liên lục địa | Liên lục địa | Khác    | Khác      | Tổng cộng | Tổng cộng |
| Câu lạc bộ                         | Mùa                | Hạng đấu                   | Số trận | Bàn thắng | Số trận | Bàn thắng | Số trận      | Bàn thắng    | Số trận | Bàn thắng | Số trận   | Bàn thắng |
| ---------------------------------- | ------------------ | -------------------------- | ------- | --------- | ------- | --------- | ------------ | ------------ | ------- | --------- | --------- | --------- |
| Stomil Olsztyn                     | 2002–03            | I liga                     | 3       | 0         | 0       | 0         | –            | –            | –       | –         | 3         | 0         |
| Wisła Płock                        | 2003–04            | Ekstraklasa                | 3       | 0         | 0       | 0         | –            | –            | –       | –         | 3         | 0         |
| Wisła Płock                        | 2004–05            | Ekstraklasa                | 11      | 1         | 7       | 3         | –            | –            | –       | –         | 18        | 4         |
| Wisła Płock                        | 2005–06            | Ekstraklasa                | 20      | 1         | 5       | 1         | 2            | 0            | –       | –         | 27        | 2         |
| Wisła Płock                        | 2006–07            | Ekstraklasa                | 3       | 0         | 0       | 0         | –            | –            | 31      | 0         | 6         | 0         |
| Wisła Płock                        | 2007–08            | I liga                     | 17      | 2         | 2       | 0         | –            | –            | –       | –         | 19        | 2         |
| Wisła Płock                        | 2008–09            | I liga                     | 18      | 5         | 2       | 3         | –            | –            | –       | –         | 20        | 8         |
| Wisła Płock                        | Tổng cộng          | Tổng cộng                  | 72      | 9         | 16      | 7         | 2            | 0            | 3       | 0         | 93        | 16        |
| Zagłębie Sosnowiec (mượn)          | 2006–07            | I liga                     | 14      | 1         | 0       | 0         | –            | –            | –       | –         | 14        | 1         |
| Polonia Warsaw                     | 2008–09            | Ekstraklasa                | 12      | 2         | 4       | 0         | –            | –            | 21      | 1         | 18        | 3         |
| Polonia Warsaw                     | 2009–10            | Ekstraklasa                | 30      | 2         | 0       | 0         | 6            | 1            | –       | –         | 36        | 3         |
| Polonia Warsaw                     | 2010–11            | Ekstraklasa                | 27      | 7         | 4       | 1         | –            | –            | –       | –         | 31        | 8         |
| Polonia Warsaw                     | Tổng cộng          | Tổng cộng                  | 69      | 11        | 8       | 1         | 6            | 1            | 2       | 1         | 85        | 14        |
| Trabzonspor                        | 2011–12            | Süper Lig                  | 33      | 0         | 2       | 0         | 8            | 0            | –       | –         | 43        | 0         |
| Trabzonspor                        | 2012–13            | Süper Lig                  | 21      | 5         | 8       | 8         | 0            | 0            | –       | –         | 29        | 13        |
| Trabzonspor                        | 2013–14            | Süper Lig                  | 27      | 4         | 1       | 0         | 12           | 3            | –       | –         | 40        | 7         |
| Trabzonspor                        | Tổng cộng          | Tổng cộng                  | 84      | 9         | 11      | 8         | 20           | 3            | 0       | 0         | 115       | 20        |
| Al-Nassr                           | 2014–15            | Saudi Professional League  | 24      | 8         | 62      | 1         | 6            | 2            | 13      | 0         | 37        | 11        |
| Al-Nassr                           | 2015–16            | Saudi Professional League  | 19      | 10        | 54      | 1         | 6            | 1            | 13      | 0         | 31        | 12        |
| Al-Nassr                           | Tổng cộng          | Tổng cộng                  | 43      | 18        | 11      | 2         | 12           | 3            | 2       | 0         | 68        | 23        |
| Al-Sharjah                         | 2016–17            | UAE Arabian Gulf League    | 19      | 3         | 6       | 5         | –            | –            | –       | –         | 25        | 8         |
| Sydney FC                          | 2017–18            | A-League                   | 25      | 13        | 3       | 1         | 6            | 1            | –       | –         | 34        | 15        |
| Changchun Yatai                    | 2018               | Giải ngoại hạng Trung Quốc | 19      | 3         | 0       | 0         | –            | –            | –       | –         | 19        | 3         |
| Chongqing Lifan                    | 2019               | Giải ngoại hạng Trung Quốc | 28      | 4         | 0       | 0         | –            | –            | –       | –         | 28        | 4         |
| Chongqing Lifan                    | 2020               | Giải ngoại hạng Trung Quốc | 11      | 6         | 0       | 0         | –            | –            | –       | –         | 11        | 6         |
| Chongqing Lifan                    | Tổng cộng          | Tổng cộng                  | 39      | 10        | 0       | 0         | 0            | 0            | 0       | 0         | 39        | 10        |
| Thượng Hải Lục Địa Thân Hoa (mượn) | 2020               | Giải ngoại hạng Trung Quốc | 6       | 2         | 0       | 0         | –            | –            | –       | –         | 6         | 2         |
| Tổng kết sự nghiệp                 | Tổng kết sự nghiệp | Tổng kết sự nghiệp         | 393     | 79        | 55      | 24        | 46           | 8            | 7       | 1         | 501       | 112       |

1 Tất cả các trận tại Cúp Ekstraklasa.

2 3 trận tại Saudi Crown Prince Cup và 3 trận cùng một bàn thắng tại King Cup.

3 Tất cả các trận tại Saudi Super Cup.

4 Hai trận ra sân và bàn thắng tại Saudi Crown Prince Cup, 3 trận ra sân tại King Cup.

### Bàn thắng cho đội tuyển
Tỉ số và kết quả liệt kê bàn thắng của Ba Lan trước.
| #  | Ngày                | Nơi tổ chức                                 | Đối thủ    | Tỉ số | Kết quả | Giải đấu                 |
| -- | ------------------- | ------------------------------------------- | ---------- | ----- | ------- | ------------------------ |
| 1. | 5 tháng 6 năm 2011  | Sân vận động Quân đội Ba Lan, Warszawa      | Argentina  | 1–0   | 2–1     | Giao hữu                 |
| 2. | 7 tháng 9 năm 2012  | Sân vận động Thành phố Podgorica, Podgorica | Montenegro | 2–2   | 2–2     | Vòng loại World Cup 2014 |
| 3. | 10 tháng 9 năm 2013 | Sân vận động Olimpico, Serravalle           | San Marino | 5–1   | 5–1     | Vòng loại World Cup 2014 |

## Đời tư
Ngày 11 tháng 6 năm 2011 Mierzejewski kết hôn với bạn gái Małgorzata. Cặp đôi bắt đầu hẹn hò từ khi họ còn học tại trường V Liceum Ogólnokształcące tại Olsztyn.

## Danh hiệu

### Câu lạc bộ
Al-Nassr
- Saudi Professional League: 2014–15

Sydney FC
- Ngoại hạng A-League: 2017–18
- FFA Cup: 2017

### Cá nhân
- Cầu thủ hay nhất tháng của Saudi Professional League: tháng 8 năm 2014
- Mark Viduka Medal: 2017[19]
- Cầu thủ hay nhất tháng của A-League: tháng 12 năm 2017,[20][21] tháng 2 năm 2018[21][22]
- Huy chương Johnny Warren: 2017–18[23]
- Huy chương Alex Tobin: 2017–18[24]
- Đội hình tiêu biểu mùa giải A-League: 2017–18[25]